# Ciudad heroica de Novorosíisk

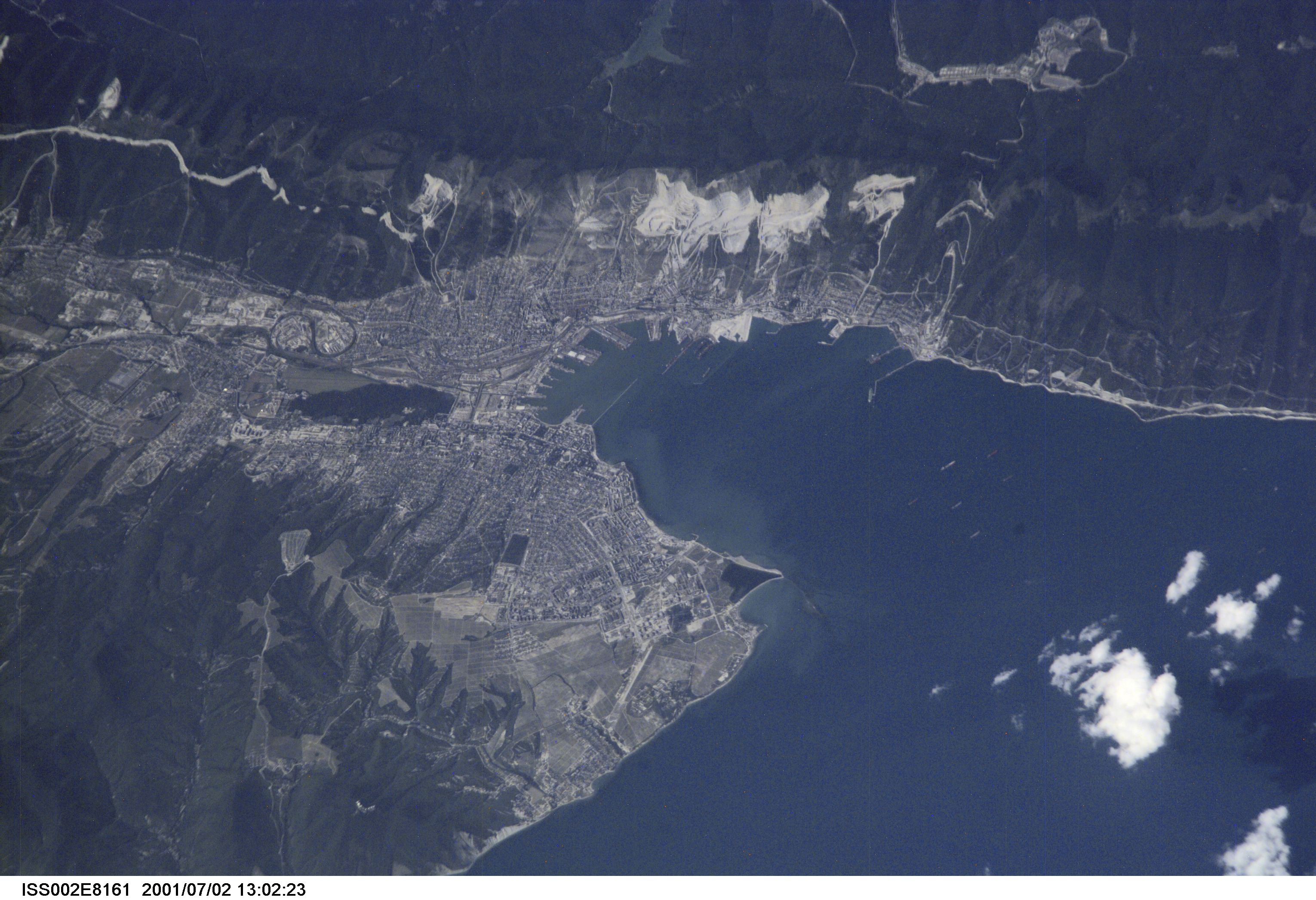
Vista de la bahía de Tsemés.

La ciudad heroica de Novorosíisk (del ruso: Город-герой Новороссийск) es una de las siete unidades municipales con estatus de ciudad independiente u ókrug urbano del krai de Krasnodar, en Rusia. Está situada en la zona suroeste del krai. Limita al sur con el mar Negro, al oeste con el raión de Anapa, al norte y al nordeste con el raión de Krymsk y al sureste con el ókrug urbano de Gelendzhik. Contaba con una población en 2010 de 298 253 habitantes y una superficie de 835 km². Su centro administrativo es Novorosíisk.
Ocupa parte de la península de Abráu y el valle del río Tsemés. Su borde oriental está balado por las aguas de la bahía de Tsemés del mar Negro. En el noroeste del raión nace el río Gostagaika, al oeste el Maskaga (constituyente del río Anapka) y el río Sukó. Cerca del extremo sureste de la península se halla el río Diursó y el lago Abráu . La cresta de la península de Abráu está formada por la cordillera Navaguinski.

## Historia
En 2005 como resultado de una reforma administrativa la ciudad de Novorosíisk y los territorios subordinados a la administración de la ciudad fueron unidos en la unidad municipal de la ciudad-heroica de Novorosíisk. Los municipios de tipo rural fueron englobados en el raión de Novorosíisk, dentro de la unidad municipal.

## Demografía
| Año  | Población |
| ---- | --------- |
| 1959 | 112 147   |
| 1970 | 157 065   |
| 1979 | 188 240   |
| 1989 | 229 708   |
| 2002 | 281 036   |
| 2010 | 298 253   |

En 2010 el 81.13% de la población era urbana 18.87 % de la población era rural.

## División administrativa
| Distritos de la ciudad de Novorosíisk           | Poblaciones* |
| ----------------------------------------------- | --- |
| Distrito Vostochni                              | |
| Distrito Novorosíiski                           | |
| Distrito Tsentralni                             | |
| Distrito Primorski                              | - seló Borísovka - seló Vasílievka - seló Vladímirovka - seló Glébovskoye - seló Kirílovka - jútor Úbyj - seló Yúzhnaya Ozeréyevka           |
| Distrito Yuzhni                                 | |
| Municipios de tipo rural (Raión de Novorosíisk) | |
| Ókrug rural Natujayevski                        | - stanitsa Natujáyevskaya - jútor Léninski Put - jútor Semigorski                                                                            |
| Ókrug rural Rayevski                            | - stanitsa Rayévskaya - jútor Pobeda |
| Ókrug rural Mysjakski                           | - seló Mysjako - seló Fedótovka - seló Shirókaya Balka                                                                                       |
| Ókrug rural Abráu-Diursó                        | - seló Abráu-Diursó - seló Bolshiye Jutorá - jútor Diursó - jútor Kamchatka - posiólok Lesníchestvo Abráu-Diursó - seló Sévernaya Ozeréyevka |
| Ókrug rural Verjnebakanski                      | - posiólok Verjnebakanski - jútor Gorni |
| Ókrug rural Gaidukski                           | - seló Gaiduk |

*Los centros administrativos están resaltados en negrita.

## Transporte
Novorosíisk es terminal ferroviaria del ramal de Novorosíisk a Krymsk, desde donde se conecta a Krasnodar, Slaviansk-na-Kubani y Port Kavkaz. Las principales carreteras del distrito son la M25 Novorosíisk-Port Kavkaz, hacia el noroeste, la M4 Don Moscú-Novorosíisk, hacia el sureste y la A146 Novorosíisk-Krasnodar, al nordeste. 
En Novorosíisk hay un puerto, el principal ruso del mar Negro.